# Microdrosophila cristata
Microdrosophila cristata är en tvåvingeart som beskrevs av Toyohi Okada 1960. Microdrosophila cristata ingår i släktet Microdrosophila och familjen daggflugor. Inga underarter finns listade i Catalogue of Life.